# Feliks Dzierżanowski
Feliks Dzierżanowski (ur. 21 grudnia 1889?/2 stycznia 1890 w Rostowie nad Donem, zm. 28 stycznia 1975 w Milanówku) – polski dyrygent, kompozytor, twórca Polskiej Kapeli Ludowej, zasłużony w popularyzowaniu muzyki ludowej. Ojciec Haliny (pianistka), Feliksa (architekt, skrzypek) i Jadwigi.

## Życiorys
Wnuk zesłanego do Rosji uczestnika powstania styczniowego. Uzdolniony muzycznie – jako 12-letni chłopiec występował publicznie grając na skrzypcach. Ukończył Konserwatorium Muzyczne w Moskwie (klasa skrzypiec i kompozycji). Brał udział w walkach z bolszewikami, służąc w polskich formacjach wojskowych zorganizowanych na północy Rosji (Dywizja Syberyjska). Jednak dostał się w ręce Rosjan i został zesłany do Krasnojarska (Syberia). Tam poślubił Henrykę Kotnowską, z którą w 1922 wyjechał do wolnej już Polski. Po krótkim pobycie w Łodzi, osiedlili się w Milanówku pod Warszawą. W 1933 Dzierżanowski założył Polską Kapelę Ludową, która wkrótce zaczęła regularne występy przed mikrofonami Polskiego Radia. Był też założycielem Prywatnej Szkoły Muzycznej w Milanówku (a po wojnie również w Żyrardowie i Grodzisku Mazowieckim – Szkoła Umuzykalniająca uruchomiona w 1947). Podczas okupacji Dzierżanowski prowadził amatorską orkiestrę fabryczną przy Stacji Jedwabniczej w Milanówku, a jego dom często był wykorzystywany przez młodzież zorganizowaną w podziemnych organizacjach do spotkań i szkoleń (jego dzieci należały do Szarych Szeregów).
Po zakończeniu  wojny, już w 1945 r., odrodzona Kapela dała swój pierwszy z wielu występów w Polskim Radiu. W 1958 kompozytor obchodził jubileusz 25-lecia pracy artystycznej. Muzycy Dzierżanowskiego koncertowali potem w całej Polsce, a w 1970 odbyli długie tourneè odwiedzając ośrodki polonijne w Stanach Zjednoczonych i Kanadzie.
Feliks Dzierżanowski został odznaczony Krzyżem Kawalerskim Orderu Odrodzenia Polski, otrzymał też nagrodę województwa warszawskiego „za twórczość muzyczną i rozpowszechnianie piękna polskiej muzyki ludowej” oraz Złotą Odznakę „Za zasługi dla województwa warszawskiego” (1967). Feliks Dzierżanowski zgromadził ok. 5 tys. utworów ludowych i własnych kompozycji, będących w repertuarze Polskiej Kapeli Ludowej.

## Upamiętnienie
- Od dnia 3 maja 2016 Rada Miasta Grodziska Mazowieckiego nadała jego imię Młodzieżowej Orkiestrze Dętej.
- Przy Milanowskim Centrum Kultury działa Milanowska Orkiestra Dęta im. Feliksa Dzierżanowskiego[2].
- Radni miasta Milanówek nadali imię „Feliks” dębowi szypułkowemu w mieście, u zbiegu ulic Piasta i Kościuszki[3].
- Jedna z ulic w Milanówku nosi imię Feliksa Dzierżanowskiego[4].
- Skwer oraz tablica na obelisku w Grodzisku Mazowieckim upamiętniająca postać Feliksa Dzierżanowskiego.